# Sveti Duh, Škofja Loka
Sveti Duh je naselje v Krajevni skupnosti Sveti Duh v Občini Škofja Loka in hkrati sedež župnije Sveti Duh pri Škofji Loki. Naselje je dobilo ime po istoimenski cerkvi, ki stoji v vasi.